# Cel (architectuur)

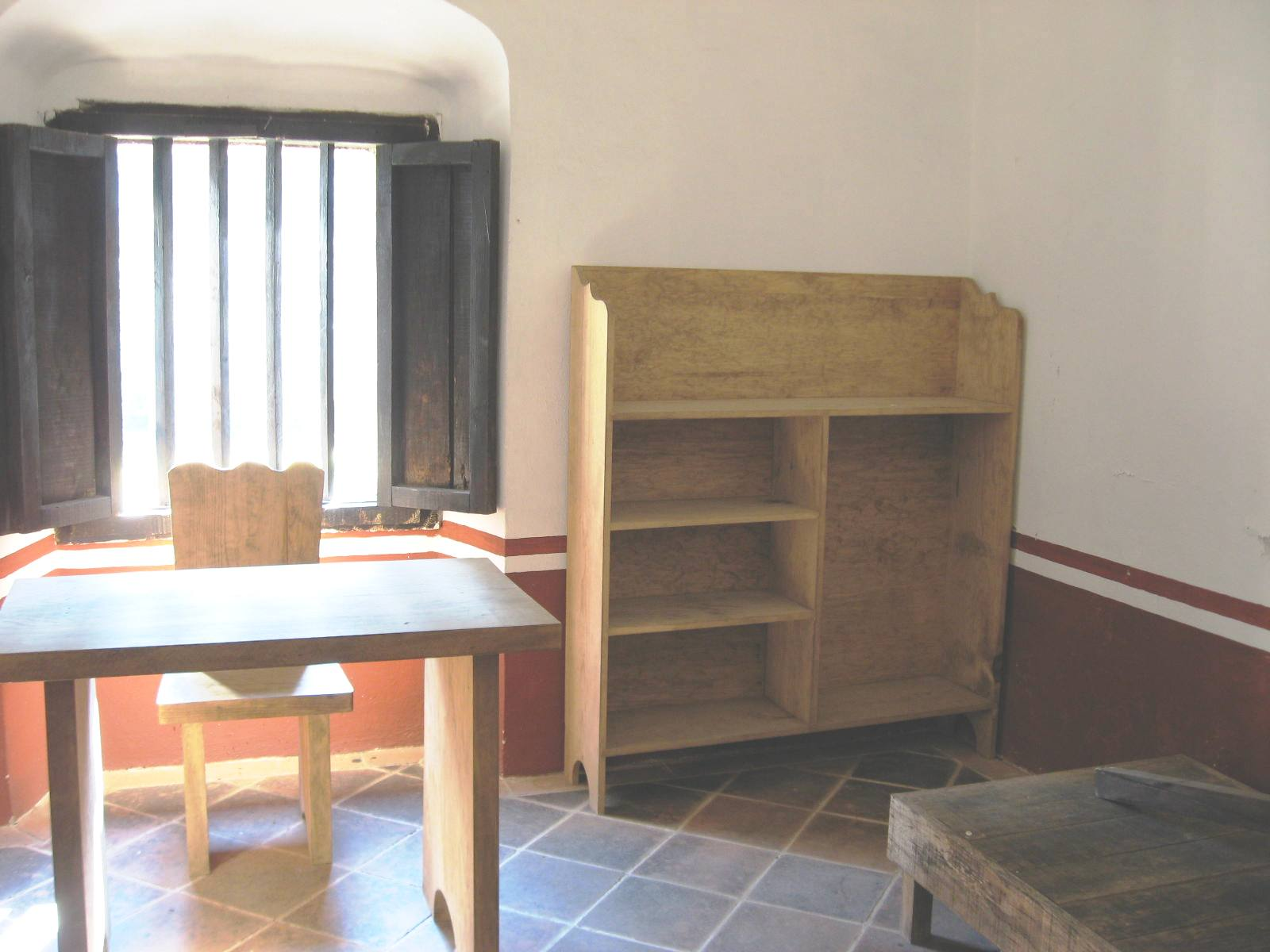
Een kloostercel in een voormalig karmelietenklooster in het nationaal park Desierto de los Leones in Mexico.

Een cel is een kleine verblijfsruimte waar de bewoner min of meer geïsoleerd is van de buitenwereld.
Het woord komt van het Latijn (cella = bergplaats, voorraadkamer) en het wordt gebruikt in aansluiting aan het antieke gebruik van het woord cella, namelijk het door muren omsloten centrale deel van een tempel, waar zich gewoonlijk het beeld van de godheid bevond. In de oorspronkelijke betekenis van het woord was een cel een individueel slaapvertrek van een kluizenaar. De betekenis evolueerde naar een individueel slaapvertrek voor eender welke monnik in een klooster, een kloostercel. Andere voorbeelden zijn de gevangeniscel, politiecel, isoleercel en zelfs de telefooncel.